# Saint-Agnan (Saône-et-Loire)
Pour les articles homonymes, voir Saint-Agnan.
Saint-Agnan est une commune française située dans le département de Saône-et-Loire, en région Bourgogne-Franche-Comté.

## Géographie
Saint-Agnan est située dans le canton de Digoin, sur la rive droite de la Loire, entre Digoin et Bourbon-Lancy. Le ruisseau le Blandenan se jette dans la Loire à 2 km.

### Climat
Pour des articles plus généraux, voir Climat de la Bourgogne-Franche-Comté et Climat de Saône-et-Loire.
En 2010, le climat de la commune est de type climat océanique dégradé des plaines du Centre et du Nord, selon une étude du Centre national de la recherche scientifique s'appuyant sur une série de données couvrant la période 1971-2000. En 2020, Météo-France publie une typologie des climats de la France métropolitaine dans laquelle la commune est exposée à un climat océanique altéré et est dans la région climatique Centre et contreforts nord du Massif Central, caractérisée par un air sec en été et un bon ensoleillement.
Pour la période 1971-2000, la température annuelle moyenne est de 11 °C, avec une amplitude thermique annuelle de 16,7 °C. Le cumul annuel moyen de précipitations est de 911 mm, avec 12,3 jours de précipitations en janvier et 7,6 jours en juillet. Pour la période 1991-2020, la température moyenne annuelle observée sur la station météorologique de Météo-France la plus proche, « Diou », sur la commune de Diou à 11 km à vol d'oiseau, est de 12,1 °C et le cumul annuel moyen de précipitations est de 818,9 mm. 
La température maximale relevée sur cette station est de 41 °C, atteinte le 31 juillet 1983 ; la température minimale est de −22 °C, atteinte le 16 janvier 1985,,.
Les paramètres climatiques de la commune ont été estimés pour le milieu du siècle (2041-2070) selon différents scénarios d'émission de gaz à effet de serre à partir des nouvelles projections climatiques de référence DRIAS-2020. Ils sont consultables sur un site dédié publié par Météo-France en novembre 2022.

## Urbanisme

### Typologie
Au 1er janvier 2024, Saint-Agnan est catégorisée commune rurale à habitat dispersé, selon la nouvelle grille communale de densité à sept niveaux définie par l'Insee en 2022.
Elle est située hors unité urbaine. Par ailleurs la commune fait partie de l'aire d'attraction de Digoin, dont elle est une commune de la couronne,. Cette aire, qui regroupe 8 communes, est catégorisée dans les aires de moins de 50 000 habitants,.

### Occupation des sols
L'occupation des sols de la commune, telle qu'elle ressort de la base de données européenne d’occupation biophysique des sols Corine Land Cover (CLC), est marquée par l'importance des territoires agricoles (64,4 % en 2018), en diminution par rapport à 1990 (66 %). La répartition détaillée en 2018 est la suivante : prairies (49,7 %), forêts (25,2 %), zones agricoles hétérogènes (10,3 %), zones urbanisées (4,6 %), eaux continentales (4,6 %), terres arables (4,3 %), milieux à végétation arbustive et/ou herbacée (1,1 %). L'évolution de l’occupation des sols de la commune et de ses infrastructures peut être observée sur les différentes représentations cartographiques du territoire : la carte de Cassini (XVIIIe siècle), la carte d'état-major (1820-1866) et les cartes ou photos aériennes de l'IGN pour la période actuelle (1950 à aujourd'hui).

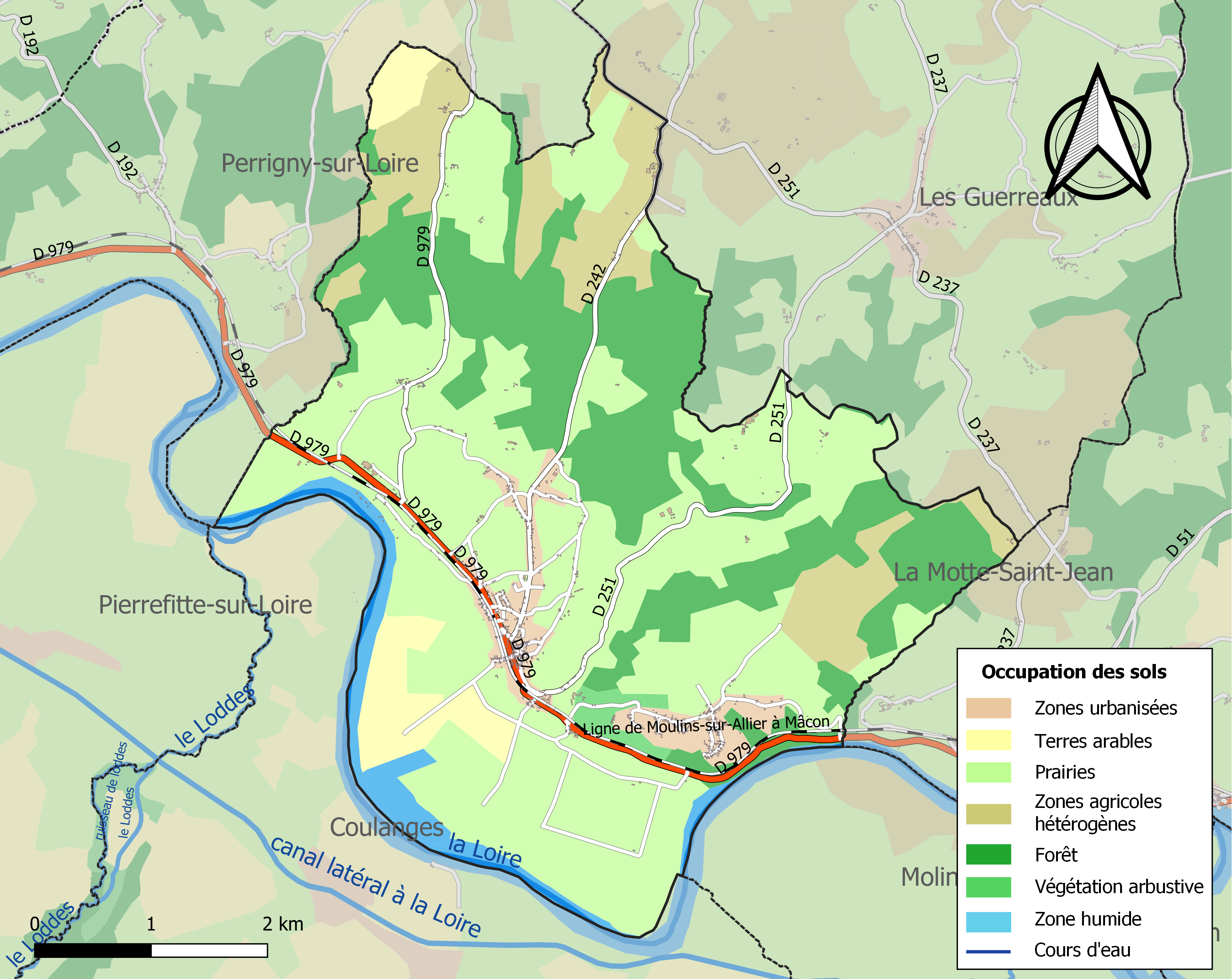
Carte des infrastructures et de l'occupation des sols de la commune en 2018 (CLC).

## Histoire
À Issanghi, hameau de la commune, il exista un prieuré de l'ordre de Grammont, fondé par les sires de Bourbon.
Au cours de la Révolution française, la commune porta provisoirement le nom de Blandenant. Des derniers siècles du Moyen Âge, on trouve un rare registre paroissial daté de 1411, connu par une copie postérieure.
La commune Les Guerreaux a été créée en 1868 en partie à partir de terres qui appartenaient à la commune de Saint-Agnan. Le lieu-dit le Boulet (anciennement Boulay) qui fut une commanderie de l'ordre du Temple puis de l'ordre de Saint-Jean de Jérusalem en faisait partie.

## Politique et administration
| Période                                  | Période   | Identité           | Étiquette | Qualité                                |
| ---------------------------------------- | --------- | ------------------ | --------- | -------------------------------------- |
| juin 1995                                | mars 2008 | Maurice Lavocat    |           |                                        |
| mars 2008                                | mars 2014 | Paul Aubague       |           |                                        |
| mars 2014                                | en cours  | Marie-France Mauny | DVD       | Conseillère départementale depuis 2021 |
| Les données manquantes sont à compléter. |           |                    |           |                                        |

## Démographie
L'évolution du nombre d'habitants est connue à travers les recensements de la population effectués dans la commune depuis 1793. Pour les communes de moins de 10 000 habitants, une enquête de recensement portant sur toute la population est réalisée tous les cinq ans, les populations de référence des années intermédiaires étant quant à elles estimées par interpolation ou extrapolation. Pour la commune, le premier recensement exhaustif entrant dans le cadre du nouveau dispositif a été réalisé en 2004.

En 2022, la commune comptait 690 habitants, en évolution de −2,68 % par rapport à 2016 (Saône-et-Loire : −1,06 %, France hors Mayotte : +2,11 %).
| 1793  | 1800  | 1806  | 1821  | 1831  | 1836  | 1841  | 1846  | 1851  |
| ----- | ----- | ----- | ----- | ----- | ----- | ----- | ----- | ----- |
| 1 290 | 1 300 | 1 312 | 1 557 | 1 617 | 1 726 | 1 760 | 1 749 | 1 770 |

| 1856  | 1861  | 1866  | 1872  | 1876  | 1881  | 1886  | 1891  | 1896  |
| ----- | ----- | ----- | ----- | ----- | ----- | ----- | ----- | ----- |
| 1 691 | 1 800 | 1 920 | 1 413 | 1 364 | 1 347 | 1 372 | 1 315 | 1 286 |

| 1901  | 1906  | 1911  | 1921 | 1926 | 1931 | 1936 | 1946 | 1954 |
| ----- | ----- | ----- | ---- | ---- | ---- | ---- | ---- | ---- |
| 1 261 | 1 220 | 1 130 | 940  | 904  | 896  | 869  | 756  | 779  |

| 1962 | 1968 | 1975 | 1982 | 1990 | 1999 | 2004 | 2006 | 2009 |
| ---- | ---- | ---- | ---- | ---- | ---- | ---- | ---- | ---- |
| 729  | 690  | 626  | 613  | 660  | 605  | 626  | 641  | 712  |

| 2014 | 2019 | 2022 | - | - | - | - | - | - |
| ---- | ---- | ---- | - | - | - | - | - | - |
| 716  | 697  | 690  | - | - | - | - | - | - |

## Culture locale et patrimoine

### Lieux et monuments
- L'église paroissiale de Saint-Agnan, vraisemblablement construite au XIIe siècle. À partir de 1894, elle fut agrandie. Elle se compose de nos jours d'une nef unique comportant de trois travées[22].
- Le prieuré grandmontain d'Issangy[23], en grande partie détruit et dont ce qu'il reste, devenu une ferme, ne constitue qu'une part infime de l'enclos primitif[24]. La chapelle, dont la voûte a disparu, a été couverte d'une charpente et transformée en grange. Vestiges d'un autre bâtiment.
- Au hameau de Saint-Denis : ancienne chapelle consacrée à saint Antoine, dont la construction remonterait au XIIe siècle[25].

## Pour approfondir